# Montecchia di Crosara

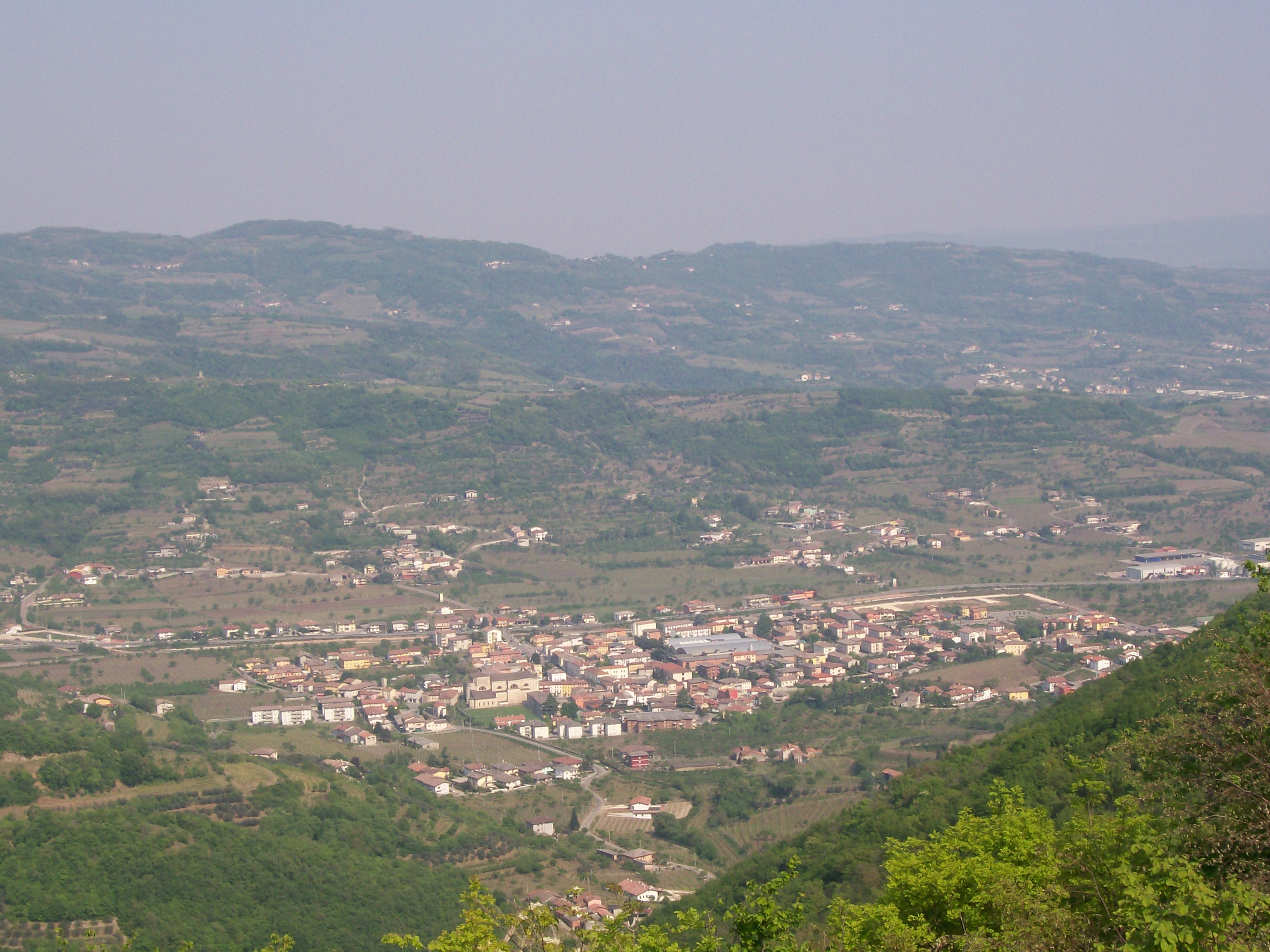
Montecchia di Crosara vom Monte Bastia aus gesehen

Montecchia di Crosara ist eine nordostitalienische Gemeinde (comune) mit 4301 Einwohnern (Stand 31. Dezember 2023) in der Provinz Verona in Venetien. Die Gemeinde liegt etwa 21,5 Kilometer ostnordöstlich von Verona im Val d'Alpone  und grenzt an die Provinz Vicenza.

## Gemeindepartnerschaften
- Desulo, Provinz Nuoro